# El gabinete de un aficionado
El gabinete de un aficionado: Historia de un cuadro (en francés, Un cabinet d'amateur: histoire d'un tableau) es la última novela editada en vida del escritor francés Georges Perec, publicada en 1979 en la colección «Instant romanesque» de Éditions Balland. En castellano fue publicada por primera vez en 1989, en la colección «Panorama de narrativas» de Editorial Anagrama, con traducción de Menene Gras Balaguer.
Esta novela está dedicada a Antoinette y Michel Binet.

## Historia editorial
Perec ideó este relato para incluirlo en el proyecto de su novela La vida instrucciones de uso (1978). Sin embargo, la historia se fue ampliando lo suficiente como para decidir incluirla en un libro aparte.
Para su realización, el mismo autor dibujó diversos bocetos del cuadro protagonista.

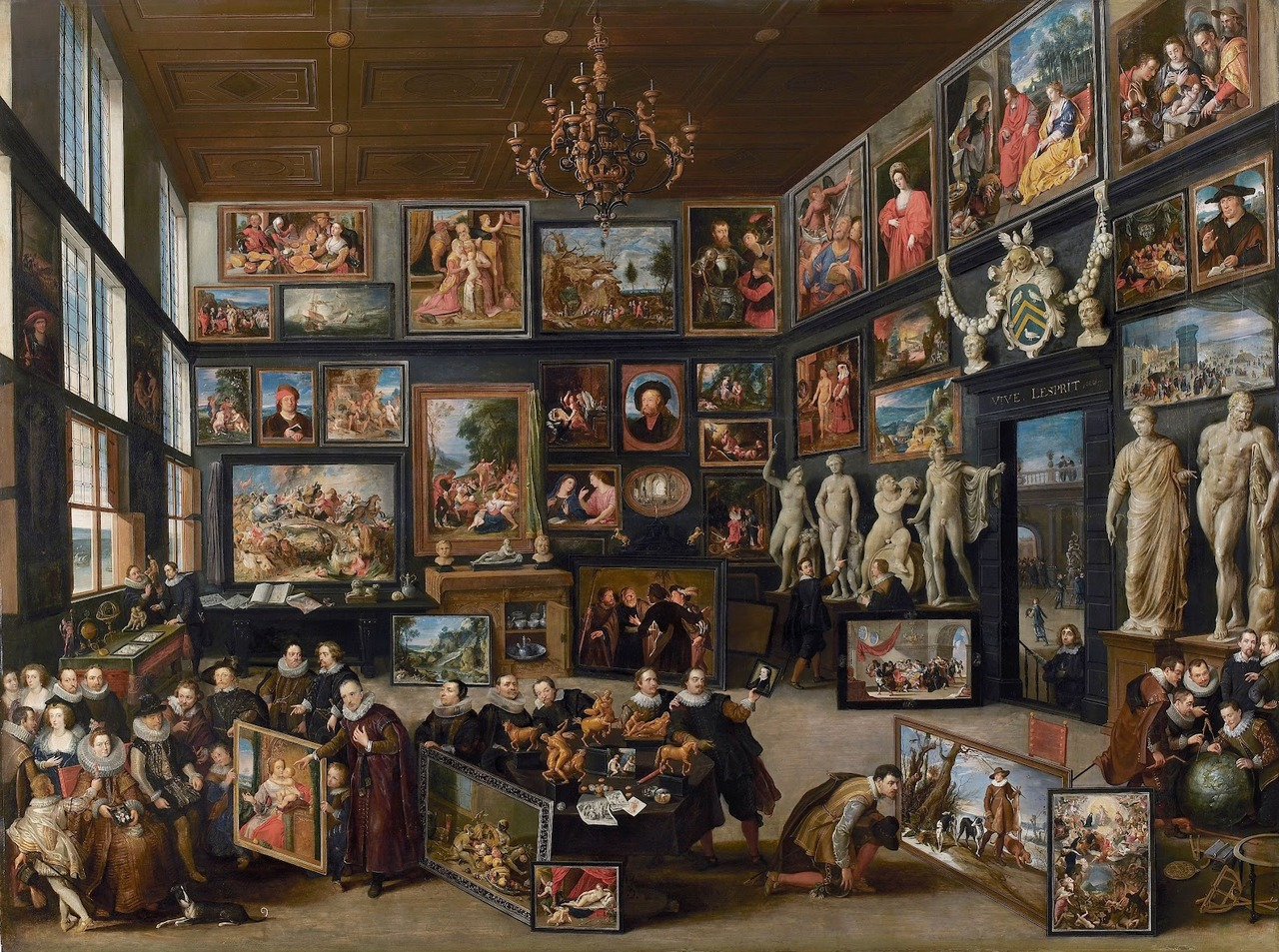
La galería de Cornélius van der Geest, de Willem van Haecht, 1628, pintura que inspiró a Perec para la novela.

## Estructura
La novela inicia con un epígrafe de la obra Veinte mil leguas de viaje submarino del escritor Julio Verne, referidas al hallazgo de varias pinturas valiosas. El narrador, omnisciente, utiliza el tiempo pasado y la tercera persona.
La obra no posee capítulos ni secciones, y los saltos en la continuidad de la historia solo se denotan por un salto de línea luego de un punto y aparte. Al final del libro, en su primera versión en castellano, se incluye una «Nota de la ilustradora», donde Isabelle Vernay-Lévêque comenta brevemente su único encuentro con Perec y describe las características de su cuadro presente en la cubierta (El gabinete de un aficionado, óleo sobre tela, 150×200 cm, 1981, París), el cual intenta ser una versión, si bien no exhaustiva, sí lo más fiel posible a la descrita en la novela, salvo por algunas sutiles modificaciones. A continuación de esta nota, se presenta un esquema donde son enumerados los distintos cuadros presentes en el cuadro de la artista, acompañados por los números de página en que dichos cuadros son mencionados en la novela.

## Argumento
En 1913 se exhibió con gran éxito y por primera vez al público el cuadro El gabinete de un aficionado, del pintor estadounidense de origen alemán Heinrich Kürz (1884-1914). Siguiendo con la tradición de este tipo de obras iniciada en Amberes a fines del siglo XVI, se trata del retrato del cervecero y coleccionista de telas lubequés Hermann Raffke, que lo muestra sentado contemplando las obras preferidas de su colección. La tela del centro corresponde justamente a El gabinete de un aficionado, lo que genera una repetición del cuadro en el cuadro más pequeño, y así sucesivamente, hasta alcanzar un detalle milimétrico. Sin embargo, cada versión presenta sutiles pero significativas diferencias con respecto a las demás. El furor por esta tela fue tal que acabó siendo estropeada por la tinta china arrojada por un hombre desesperado, que no había alcanzado a disfrutar lo suficiente de su contemplación. Luego del ataque, tanto esta como las demás pinturas fueron retiradas de la exposición.
Tras la muerte de Raffke al año siguiente, y por indicaciones expresas en su testamento, su cuerpo fue embalsamado y sentado en un sillón debajo de una cueva, en una sala precintada llena de cuadros simulando la tela de Kürz. El gabinete de un aficionado fue dispuesto en el centro. Raffke había hecho fortuna creando una distinguida cervecería desde cero. Como no confiaba en su gusto artístico, para armar su colección se asesoró por una treintena de especialistas. Tras su muerte, el resto de sus obras fueron subastadas en dos tandas.
La primera subasta se realizó unos meses después de su muerte. Más tarde, en 1921, se publicó una autobiografía póstuma del cervecero, escrita por dos de sus hijos a partir de apuntes personales. Dos años después, Lester Nowak, amigo de Kürz, publicó una extensa tesis dedicada a la obra del pintor. De dicha tesis se extraía que si bien la obra de Kürz constaba únicamente de seis telas, solo para El gabinete de un aficionado, su última pintura, que acabó en 1912 y para la que necesitó tres años y medio de trabajo, realizó 1397 bosquejos preliminares.
La segunda subasta Raffke se realizó en 1924, ya finalizada la Primera Guerra Mundial, y alcanzó pinturas a precios muy elevados. Años más tarde, a los compradores públicos y privados se les envió una carta informándoles que dichas obras eran todas falsas, y que habían sido pintadas por Humbert Raffke, sobrino de Hermann Raffke y apodado Henrich Kürz. Bajo la complicidad de unos cuantos, las obras habían sido falsificadas en venganza por haber sido los Raffke asimismo estafados muchos años atrás.

## Recepción y crítica
El crítico Claude Burgelin constata que esta novela podría ser un capítulo adicional de su predecesora, La vida instrucciones de uso, y destaca el juego de Perec por relacionar «hasta el vértigo» la literatura con la pintura. Por su parte, Mariolina Bertini para L'Indice opina que este breve relato concentra todos los elementos más característicos de la obra del autor.

## Análisis de la obra
El crítico Bernard Magné ha constatado que la mayoría de cuadros presentes en esta novela son ficticios y están descritos a partir de elementos de La vida instrucciones de uso.